# Parafia Najświętszej Maryi Panny Niepokalanej Objawiającej Cudowny Medalik w Zakopanem
Parafia Najświętszej Maryi Panny Niepokalanej Objawiającej Cudowny Medalik w Zakopanem-Olczy – parafia rzymskokatolicka należąca do dekanatu Zakopane archidiecezji krakowskiej.
Została utworzona w 1914. Pierwszym proboszczem był ks. Zygmunt Truszkowski, późniejszy podpułkownik Wojska Polskiego i Armii Krajowej we Lwowie.
Kościół parafialny wybudowany w latach 1981–1988, konsekrowany w 1988. Mieści się na osiedlu Piszczory. Parafię obsługują Księża Misjonarze św. Wincentego a Paulo.

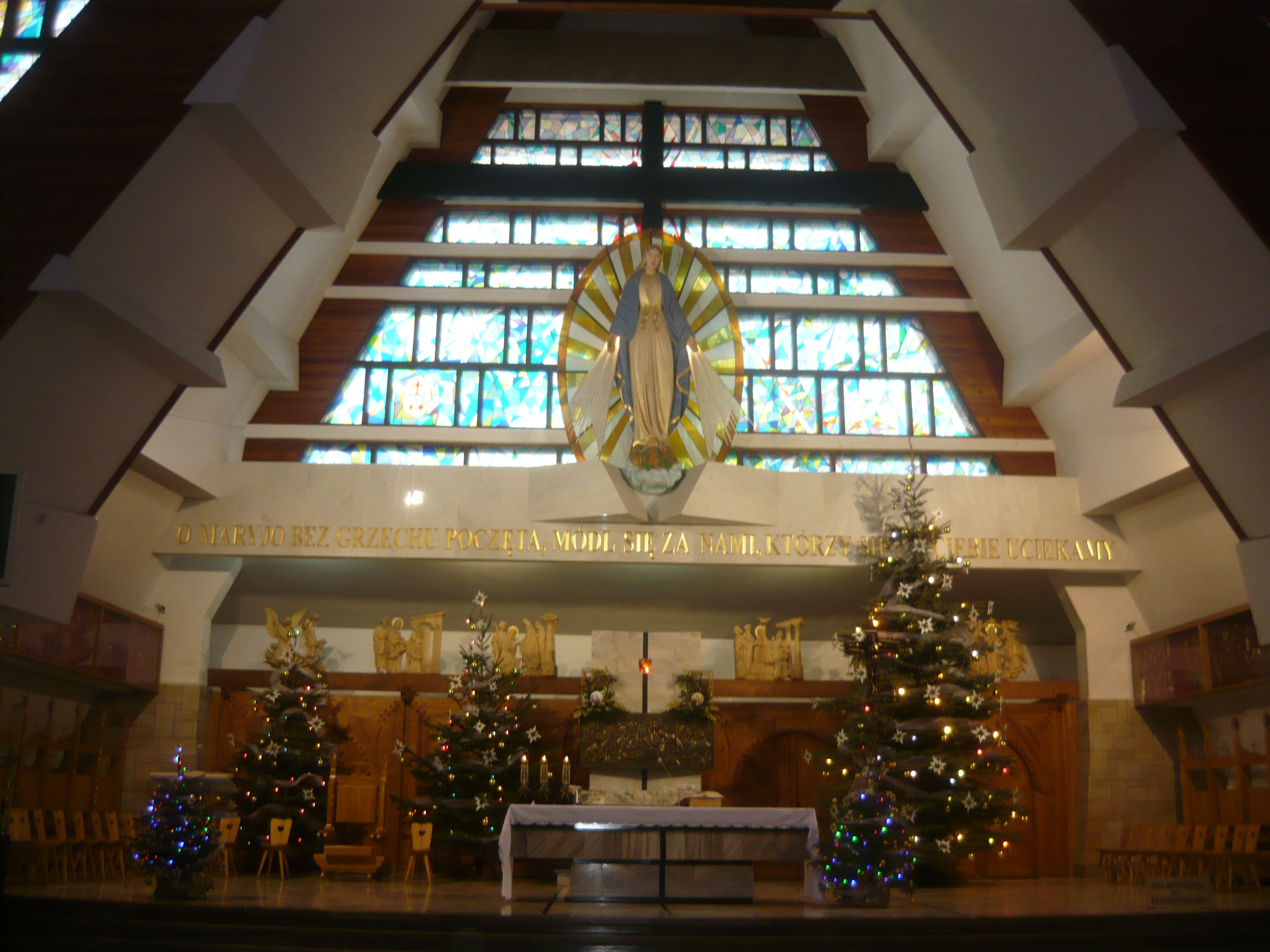
Wnętrze świątyni